# Mexican Kids – Temporada de patos
Mexican Kids – Temporada de patos (spanischer Originaltitel: Temporada de patos) ist ein mexikanischer Film, der 2004 erstmals gezeigt wurde. Das Drehbuch stammt von Fernando Eimbcke, der auch Regie führte.
Nachdem er bei nationalen und internationalen Filmfestivals wie den  Filmfestspielen von Cannes mit großem Erfolg gezeigt wurde, wurde er an Filmverleihe in sechs europäischen Ländern verkauft. Der Film bekam bei all diesen Festivals positive Kritiken. Auch Regisseure wie Alfonso Cuarón (Y tu mamá también) und Guillermo del Toro (Hellboy) lobten ihn. In Deutschland wurde das Spielfilmdebüt Eimbckes am 23. September 2009 auf ARTE erstmals ausgestrahlt.
Der Film ist in Schwarzweiß gedreht und spielt zum größten Teil an einem einzigen Ort, einer alten Wohnung.

## Handlung
Zwei 14-jährige Jugendliche, die im Viertel Tlatelolco in Mexiko-Stadt leben, bereiten sich darauf vor, in einer Wohnung allein einen Sonntag zu verbringen, mit Videospielen, Comics und einer Pizza. Wegen eines Stromausfalls ändern sich ihre Pläne abrupt. Es kommt eine 16-jährige Nachbarin vorbei, die darum bittet, den Ofen benutzen zu dürfen, sowie ein Pizzabote, der mit ihnen wegen der Wartezeit auf die Pizza in Streit gerät. Die vier, die in einer absurden Situation in der Wohnung festsitzen, versuchen jeweils, eine Beschäftigung zu finden, aber schließlich knüpfen sie persönliche Beziehungen, indem sie ihre inneren Konflikte zum Ausdruck bringen.
Flama muss sich entscheiden, mit welchem Elternteil er nach der Scheidung seiner Eltern leben möchte. Moko fürchtet, seinen Freund Flama zu verlieren, für den er – wie er glaubt – tiefere Gefühle empfindet. Die Nachbarin ist ein junges Mädchen, das von seiner Familie übergangen wird, sogar am Geburtstag. Der Pizzabote geht einer für ihn frustrierenden Arbeit nach, damit er seiner Familie helfen kann.

## Über den Titel
Der Titel des Filmes (wörtliche Übersetzung: Entensaison) verweist auf ein Bild, das im Wohnzimmer des Apartments hängt. Es zeigt ein paar Enten, die einen See überfliegen. Als er das Bild sieht, erzählt der Pizzabote den anderen, dass Enten in einer V-förmigen Formation fliegen, um sich gegenseitig unterstützen zu können, während sie durch die Luft fliegen und regelmäßig ihre Position innerhalb der Formation ändern, um nicht zu ermüden.
Es gibt noch eine andere Erklärung für den Filmtitel. Dieser Erklärung zufolge hat der Titel etwas zu tun mit dem volkstümlichen Ausspruch "El pato tirándole a las escopetas" ("Die Enten schießen auf die Flinten"), was darauf Bezug nimmt, dass die Figuren des Films die Autoritätspersonen in ihrem Leben (Eltern und Vorgesetzte) in Frage stellen.

## Kritiken
„Mexikanischer Erstlingsfilm, der durch seine Machart und seine lakonische Erzählhaltung an die frühen Filme von Jim Jarmusch erinnert. (O.m.d.U.)“

## Auszeichnungen
- 2004 AFI Fest, Grand Jury Prize für Fernando Eimbcke
- 2004 Guadalajara Film Festival, FIPRESCI Prize für Fernando Eimbcke
- 2004 Guadalajara Film Festival, Mayahuel-Filmpreis – Bester Schauspieler für Enrique Arreola (ex aequo mit Roberto Espejo für Puños rosas)
- 2004 Guadalajara Film Festival, Mayahuel-Filmpreis – Beste Schauspielerin für Danny Perea
- 2004 Guadalajara Film Festival, Mayahuel-Filmpreis – Beste Regie für Fernando Eimbcke
- 2004 Guadalajara Film Festival, Mayahuel-Filmpreis – Beste originale Filmmusik für Alejandro Rosso
- 2004 Guadalajara Film Festival, Mayahuel-Filmpreis – Bestes Drehbuch für Fernando Eimbcke, Paula Markovitch
- 2004 Guadalajara Film Festival, Mayahuel-Filmpreis – Bestes Sounddesign für Lena Esquenazi
- 2004 Thessaloniki Film Festival – Bester Regisseur für Fernando Eimbcke
- 2005 Premio Ariel, Goldener Ariel
- 2005 Premio Ariel, Silberner Ariel – Bester Schauspieler für Enrique Arreola
- 2005 Premio Ariel, Silberner Ariel – Beste Schauspielerin für Danny Perea
- 2005 Premio Ariel, Silberner Ariel – Bestes Szenenbild für Diana Quiroz, Luisa Guala
- 2005 Premio Ariel, Silberner Ariel – Beste Kamera für Alexis Zabé
- 2005 Premio Ariel, Silberner Ariel – Beste Regie für Fernando Eimbcke
- 2005 Premio Ariel, Silberner Ariel – Bester Schnitt für Mariana Rodríguez
- 2005 Premio Ariel, Silberner Ariel – Bester Debütfilm – Fiktion für Fernando Eimbcke
- 2005 Premio Ariel, Silberner Ariel – Beste originale Filmmusik für Alejandro Rosso, Liquits
- 2005 Premio Ariel, Silberner Ariel – Bestes Kino-Originaldrehbuch für Fernando Eimbcke
- 2005 Premio Ariel, Silberner Ariel – Bester Ton für Lena Esquenazi, Miguel Hernández and Antonio Diego
- 2005 MTV Movie Awards México, Lieblingsschauspielerin für Danny Perea
- 2005 Pariser Filmfestival, Sonderpreis der Jury für Fernando Eimbcke